# كاسترو (جزيرة)
جزيرة كاسترو أو قشطرة (بالإسبانية: Isla del Castro) جزيرة إسبانية تقع في بحر قنطبرية، هي تابعة لمنطقة قنطبرية شمال إسبانيا.
تبلغ مساحة جزيرة كاسترو 0,034 كم².